# Tamworth (Nuevo Hampshire)
Tamworth es un pueblo ubicado en el condado de Carroll en el estado estadounidense de Nuevo Hampshire. En el Censo de 2010 tenía una población de 2.856 habitantes y una densidad poblacional de 18,17 personas por km².

## Geografía
Tamworth se encuentra ubicado en las coordenadas 43°51′51″N 71°17′46″O / 43.86417, -71.29611. Según la Oficina del Censo de los Estados Unidos, Tamworth tiene una superficie total de 157.16 km², de la cual 154.66 km² corresponden a tierra firme y (1.59%) 2.5 km² es agua.

## Demografía
Según el censo de 2010, había 2.856 personas residiendo en Tamworth. La densidad de población era de 18,17 hab./km². De los 2.856 habitantes, Tamworth estaba compuesto por el 97.51% blancos, el 0.25% eran afroamericanos, el 0.39% eran amerindios, el 0.39% eran asiáticos, el 0% eran isleños del Pacífico, el 0.04% eran de otras razas y el 1.44% pertenecían a dos o más razas. Del total de la población el 0.74% eran hispanos o latinos de cualquier raza.